# Bezrobocie strukturalne
Bezrobocie strukturalne – bezrobocie, które powstaje na tle strukturalnych rozbieżności między podażą pracy i popytem na pracę. Jest wynikiem struktury danej gospodarki, a nie cyklicznych zmian koniunktury.

## Opis
Bezrobocie strukturalne jest konsekwencją zmian technologicznych i ewolucji struktury produkcji, zachodzących w danej gospodarce. W przeciwieństwie jednak do bezrobocia frykcyjnego czy cyklicznego ma ono charakter trwały. Na przykład w przeszłości książki składane były przez zecerów z pojedynczych czcionek. Zmiana techniki druku i składu sprawiła, że zecerzy stali się ofiarami bezrobocia strukturalnego, aż do momentu znalezienia całkiem innej pracy. Rozwój nowych technologii nie jest jednak jedyną przyczyną bezrobocia strukturalnego.
Bezrobocie tego typu stanowi szczególny problem w regionach, gdzie dominuje jeden rodzaj działalności gospdodarczej.
W Polsce bezrobocie strukturalne pojawiło się wraz z restrukturyzacją podstawowych branż przemysłu, takich jak górnictwo, hutnictwo, przemysł włókienniczy, a także na skutek likwidacji PGR-ów.